# Acrolejeunea parvula
Acrolejeunea parvula là một loài Rêu trong họ Lejeuneaceae. Loài này được (Mizut.) Gradst. mô tả khoa học đầu tiên năm 1975.